# Aliaguilla
Aliaguilla település Spanyolországban, Cuenca tartományban. Aliaguilla Garaballa, Mira, Spain, Talayuelas, Sinarcas és Camporrobles községekkel határos. Lakosainak száma 611 fő (2024).

## Népesség
A település lakosságának változását az alábbi diagram mutatja:
| Lakosok száma | 842  | 830  | 818  | 791  | 760  | 710  | 692  | 642  | 644  | 611  |
|               | 2001 | 2004 | 2006 | 2009 | 2011 | 2014 | 2016 | 2019 | 2021 | 2024 |